# Numidio Quadrato (metropolitana di Roma)
Numidio Quadrato è una stazione della linea A della metropolitana di Roma.

## Storia
La stazione fu costruita come parte della prima tratta da Anagnina a Ottaviano della linea A della metropolitana di Roma, entrata in servizio il 16 febbraio 1980.
Essa recupera il nome dell'ormai estinta via Numidio Quadrato, dedicata al console romano Marco Numidio Quadrato, che si trovava sulla Tuscolana nei pressi dell'attuale incrocio con via Scribonio Curione, quando fu redatto il progetto della linea A (dal sistema informativo Toponomastica del Comune di Roma la strada risulta essere stata soppressa con delibera 6861 del 1980).

## Struttura e impianti
L'atrio della stazione ospita alcuni mosaici del premio Artemetro Roma.
La stazione dispone di banchine più ampie rispetto alla media delle altre, poiché era originariamente previsto che Numidio Quadrato fosse un nodo di scambio con la futura linea D della metro romana. Questo spiega anche la particolare conformazione della stazione, l'unica della linea a non disporre di un atrio comune alle due direzioni, poiché era previsto che la linea D sottopassasse l'attuale piano del ferro.
Essendo stato completamente rivisto negli anni duemila il progetto della futura linea D, che dovrebbe attraversare zone della città completamente diverse, non è più previsto alcuno scambio in corrispondenza di Numidio Quadrato.

## Servizi
- Biglietteria automatica

## Interscambi
- Fermata autobus ATAC